# Ситник членистий
Ситник членистий (Juncus articulatus) — вид трав'янистих кореневищних багаторічних рослин родини ситникові (Juncaceae).

## Опис
Кореневища 2–3 мм діаметром. Стебла від прямовисних до сланких (і плавучих), 20–60(100) см завдовжки, круглі в перетині, 1–3 мм діаметром, гладкі. Катафілів 1, від темно-бордового до солом'яного кольору. Листя: базальних 0–2, стеблових (1)3–6; вершина округла; листова пластина від зеленого до солом'яного кольору, циліндрична, 3.5–12 см × 0.5–1.1 мм. Суцвіття з розчепіреними гілочками, волоті з 3–30(50) головами; голови 3–10-квіткові. Листочки оцвітини коротші ніж коробочка, рівні між собою, 2.3–3.5 мм, від темно-коричневих до червонуватих, зовнішні від гострих до коротко загострених, внутрішні від субгострих до гострих; тичинок 6. Коробочка подовжено-яйцювата, бура й блискуча, 2.8–4 мм. Насіння обернено-яйцювате, 0.5 мм. 2n=80.

## Поширення
Північна Америка (Сен-П'єр і Мікелон, південна Канада, північ США), Північна Африка (Алжир, Лівія, Марокко, Туніс), Євразія (більш-менш по всій Європі, вкл. Канарські й Азорські острови; в Азії ареал включає Сибір, Кавказ, Близький Схід, Індійський субконтинент, Казахстан, Монголію, далекий Схід Росії, Корейський півострів, Китай, Японію, В'єтнам). Вид, мабуть був введений в Австралію, Нову Зеландію, деякі острови південної частини Тихого океану і в Перу. Зростає в більшості типів водно-болотних середовищ, але особливо характерний для сезонно затоплюваних луків, пустищ, країв водойм. Існує на дуже низькому рівні садівнича торгівля видом.
Росте майже по всій території України по вологих місцях, луках, трав'янистих болотах, іноді коло доріг.

## Галерея

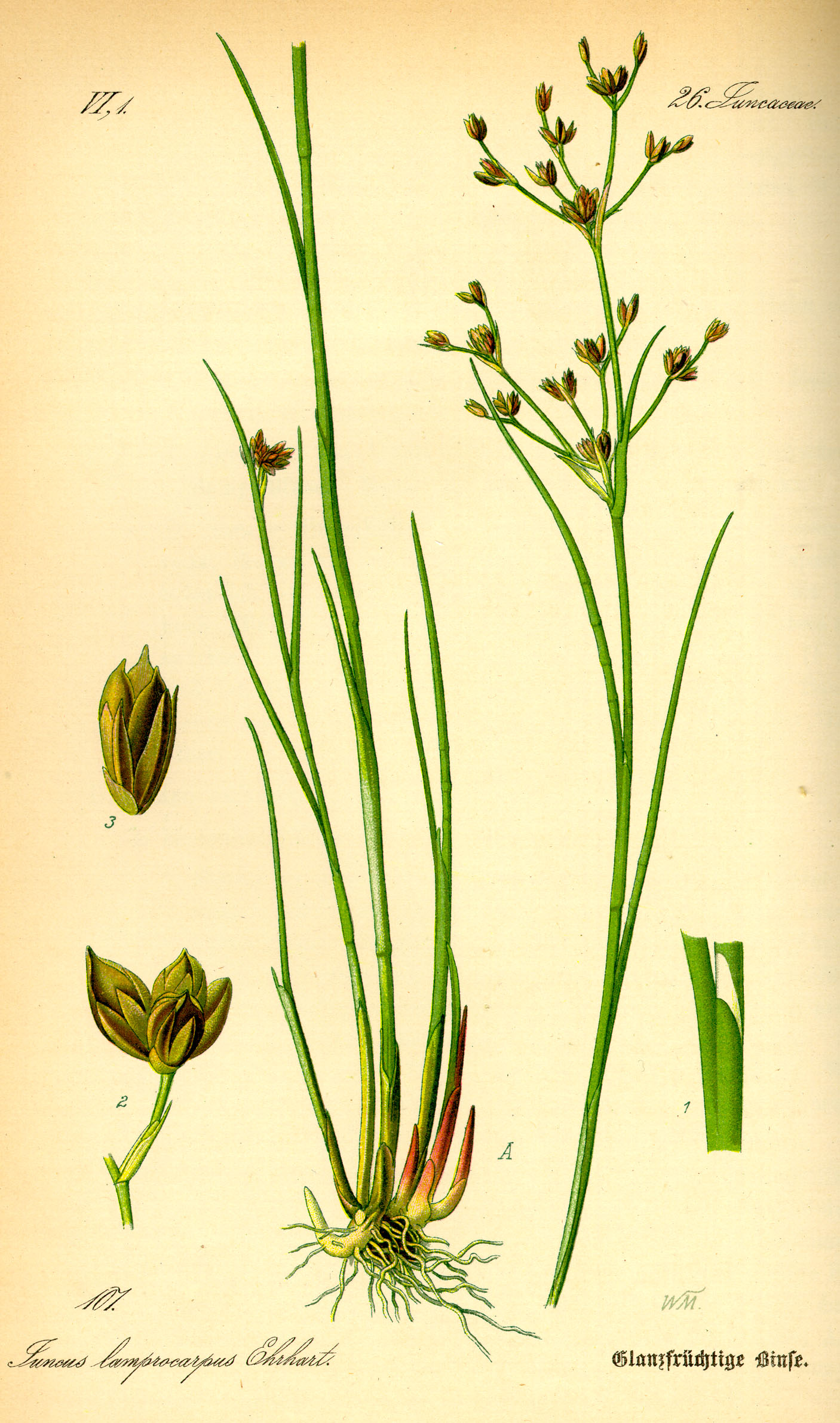
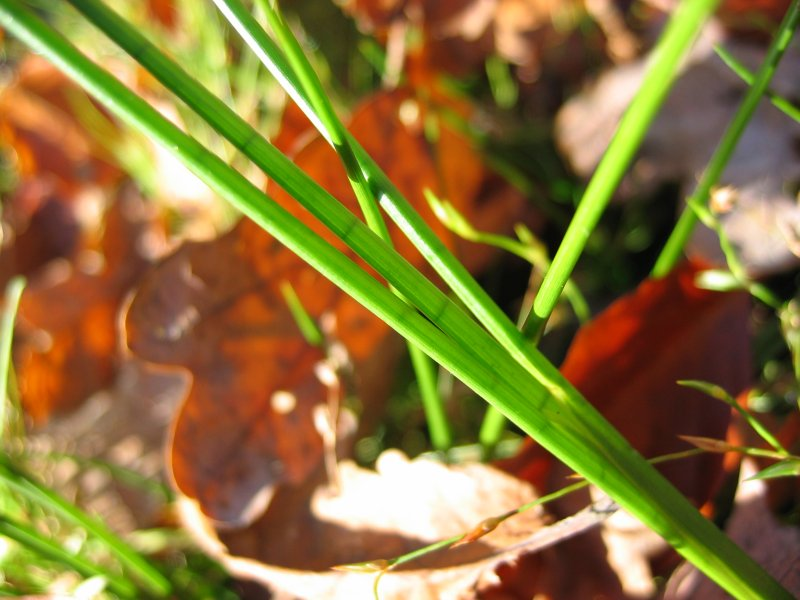
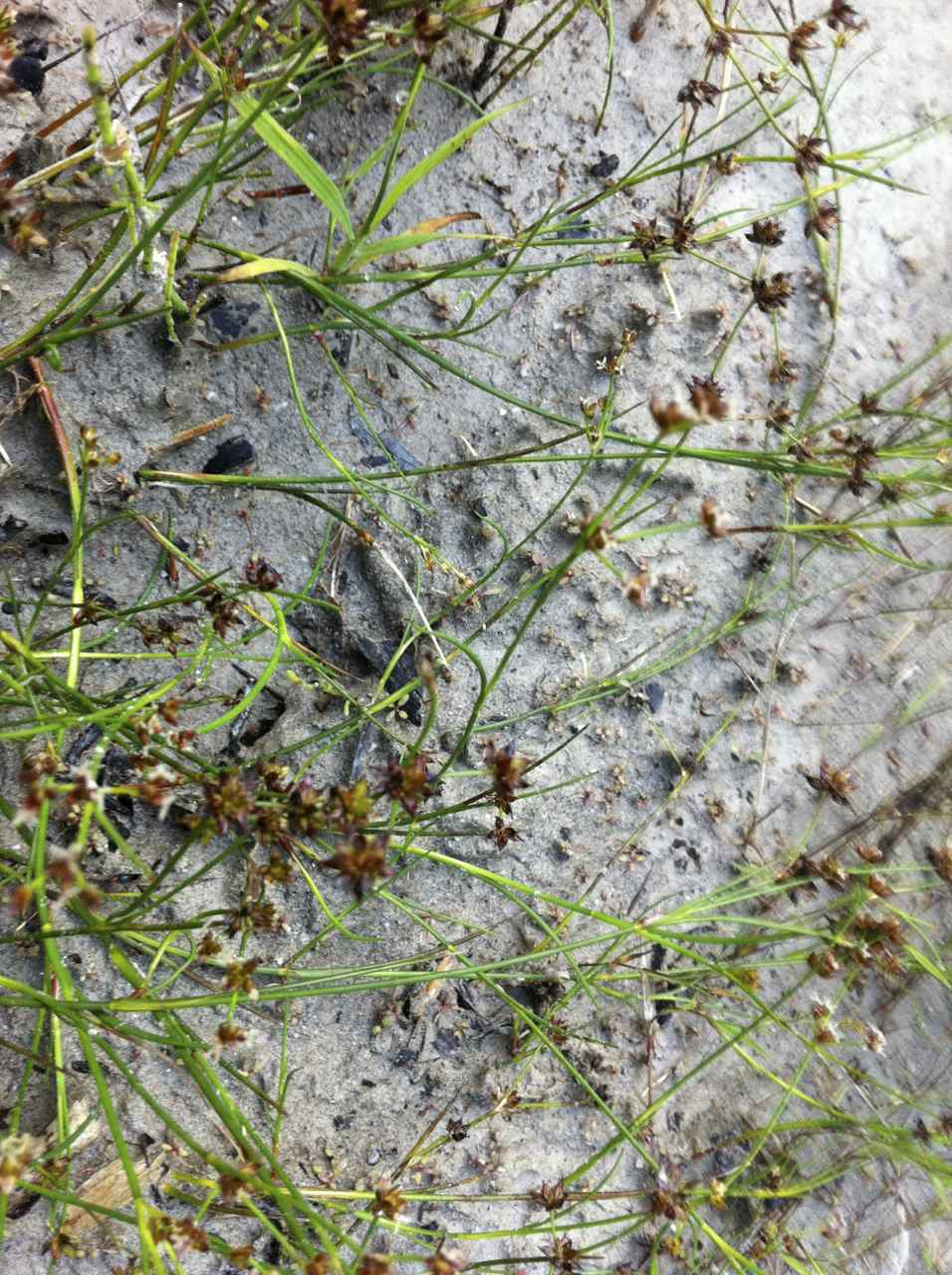